# Michel Pastoureau
Pour les articles homonymes, voir Pastoureau.
Michel Pastoureau, né le 17 juin 1947 à Paris 14e, est un enseignant-chercheur et historien français.
Archiviste paléographe, il est directeur d'études à l'École pratique des hautes études de 1982 à 2016. Il est spécialiste de l'histoire des systèmes symboliques et notamment de l'héraldique, de la sigillographie et du symbolisme des couleurs.

## Biographie

### Famille et formation
Michel Pastoureau est le fils d'Henri Pastoureau, écrivain et peintre amateur proche des surréalistes, et d'Hélène Level, pharmacienne et chercheuse au Centre national de la recherche scientifique, dont la sœur Lise, chartiste, a épousé l'historien Henri Dubief (1910-1995). Il se décrit comme un "enfant du jardin du Luxembourg". 
Michel Pastoureau est admis onzième sur vingt-sept à l'École nationale des chartes à l'issue du concours d'entrée de 1968. Il y obtient le diplôme d'archiviste paléographe en 1972, après avoir soutenu une thèse d'établissement intitulée Le Bestiaire héraldique au Moyen Âge. Le sujet est à l'époque considéré comme peu porteur : l'héraldique avait la réputation d'être une discipline archaïque, et l'étude des bestiaires n'était pas considérée comme un sujet historique.

### Carrière professionnelle
Michel Pastoureau est nommé conservateur des bibliothèques à la Bibliothèque nationale de France et affecté au cabinet des médailles en 1972,.
Il est nommé directeur d'études à la IVe section de l'École pratique des hautes études à compter du 10 octobre 1983. Il est élu le 28 avril 2006 correspondant de l'Académie des inscriptions et belles-lettres,. Il est également membre de l'Académie internationale d'héraldique, président d'honneur de la Société française d'héraldique et de sigillographie, et enseigne régulièrement à l'École du Louvre.
Il a été conseiller historique pour deux films : Perceval le Gallois d'Eric Rohmer et  Le Nom de la rose de Jean-Jacques Annaud.
En 2023, il prononce la conférence de clôture des Rendez vous de l'histoire, sur le sujet des couleurs de la mort. Le thème de l'année était les vivants et les morts.

#### Travaux
Michel Pastoureau est spécialiste de la symbolique et de l'histoire culturelle des couleurs, des emblèmes, de l'héraldique et de l'histoire culturelle des animaux.

## Distinctions

### Prix
- Prix Broquette-Gonin (histoire) de l'Académie française pour l'ouvrage La vie quotidienne en France et en Angleterre au temps des chevaliers de la Table ronde (1977)[16].
- Troisième médaille du concours des antiquités de France de l'Académie des inscriptions et belles-lettres pour l'ouvrage Traité de héraldique (1980)[17].
- Prix Eugène-Carrière (médaille d'argent) de l'Académie française pour l'ouvrage Bleu, histoire d'une couleur (2001)[18],[19].
- Prix Jules et Louis Jeanbernat et Barthélémy de Ferrari Doria de l'Académie française pour l'ouvrage Bleu, histoire d'une couleur (2002)[20].
- Prix Médicis essai pour l'ouvrage Les couleurs de nos souvenirs (2010)[21],[22],[23].
- Prix national du livre médiéval (2010)[24].
- Prix Essai France-Télévision pour l'ouvrage Les couleurs de nos souvenirs (2011)[25].
- Prix Roger-Caillois (2012)[26].
- Prix Montaigne de Bordeaux (2020)[27].

### Doctorathonoris causa
- Docteur honoris causa de l'université de Lausanne[28].

### Décorations
- Chevalier de la Légion d'honneur en 2020[29].
- Officier de l'ordre des Palmes académiques en 1999[30] (chevalier en 1994[31]).
- Commandeur de l'ordre des Arts et des Lettres en 2009[32],[33].

## Publications

### Héraldique et sigillographie
- Les Armoiries, Turnhout, Brepols (Typologie des sources du Moyen Âge occidental), 1976  (ISBN 978-2-503-36020-1).
- Traité d'héraldique, Paris, Picard (Grands manuels), 1979, réédité en 1993, 1997, 2003 (version revue et complétée par les travaux du domaine publiés de 1979 à 1992), 2008.
- Les Sceaux, Turnhout, Brepols (Typologie des sources du Moyen Âge occidental), 1981.
- L'Hermine et le Sinople, études d'héraldique médiévale, Paris, Le Léopard d'Or, 1982  (ISBN 2863770179).
- Jetons, méreaux et médailles, Turnhout, Brepols (Typologie des sources du Moyen Âge occidental), 1984.
- Figures de l'héraldique, Paris, coll. « Découvertes Gallimard / Culture et société » (no 284), Gallimard, 1996  (ISBN 2070533654).
- Les Emblèmes de la France, Paris, Bonneton, 1998.
- Une histoire symbolique du Moyen Age occidental, Paris, Seuil, coll. « La Librairie du XXIe siècle », 2004, 448 p..
- L'Art de l'héraldique au Moyen Âge, Paris, Le Seuil, 2009, 240 p.  (ISBN 978-2-02-098984-8).
- Le grand armorial équestre de la Toison d'or (avec Jean-Charles de Castelbajac), Paris, Seuil / BNF, 2017.
- Dernière visite au roi Arthur, Paris, Le Seuil, collection La librairie du XXIe siècle, 2023.

### Bestiaire
- Les Animaux célèbres, Paris, Bonneton, 2001  (ISBN 2-86253-281-9).
- avec Gaston Duchet-Suchaux, Le bestiaire médiéval : dictionnaire historique et bibliographique, Le Léopard d'Or, 2002, 167 p., ill.
- L'Ours : histoire d'un roi déchu, Paris, Éditions du Seuil, coll. « La librairie du XXIe siècle », 2007, 407 p. (ISBN 978-2-02-021542-8, présentation en ligne).
- Le Cochon. Histoire d'un cousin mal-aimé, Paris, coll. « Découvertes Gallimard / Culture et société » (no 545), Gallimard, 2009, 160 p.  (ISBN 2070360385).
- Bestiaires du Moyen Âge, Paris, Le Seuil, 2011, 235 p.  (ISBN 978-2-02-102286-5).
- Les Secrets de la licorne, Paris, Réunion des musées nationaux, 2013, 144 p., 140 ill..
- Le Cochon (préface de Jean-Pierre Coffe), Gallimard (Albums Beaux-Livres), 2013, 128 pages illustrées  (ISBN 9782070142620).
- Le Loup. Une histoire culturelle, Paris, Seuil, 8 novembre 2018, 156 p. (ISBN 978-2-02-140395-4).
- Le Taureau. Une histoire culturelle, Paris, Seuil, 1er octobre 2020, 160 p. (ISBN 978-2-02-144922-8)‹
- Le Corbeau. Une histoire culturelle, Paris, Seuil, 14 octobre 2021, 160 p. (ISBN 978-2-02-147793-1)
- La Baleine. Une histoire culturelle, Paris, Seuil, 13 octobre 2023, 160 p. (ISBN 978-2-02-151688-3)
- L'Âne. Une histoire culturelle, Paris, Seuil, 31 octobre 2025, 160 p. (ISBN 978-2-02-158669-5)

### Histoire des couleurs
- Figures et couleurs. Études sur la symbolique et la sensibilité médiévales, Paris, Le Léopard d'Or, 1986.
- Couleurs, images, symboles. Études d'histoire et d'anthropologie, Paris, Le Léopard d'Or, 1989.
- L'Étoffe du diable, une histoire des rayures et des tissus rayés, Paris, Seuil (Point Essais), 1991  (ISBN 2020611988).
- Dictionnaire des couleurs de notre temps, Paris, Bonneton, 1992  (ISBN 2862532436).
- Jésus chez le teinturier. Couleurs et teintures dans l'Occident médiéval, Paris, Le Léopard d'Or, 1998.
- Le Petit Livre des couleurs (avec Dominique Simonnet), Paris, Panama, 2005  (ISBN 2755700343).
- Les Couleurs de nos souvenirs, Paris, Le Seuil, La Librairie du XXIe siècle, 2010, 257 p.,  (ISBN 978-2-02-096687-0) [recension]
- Les couleurs de la France (avec Pascal Ory et Jérôme Serri), Paris, Hoëbeke, 2016, 168 pages.
- Une couleur ne vient jamais seule, Paris, Le Seuil, octobre 2017.
- Série Histoire d'une couleur :
  - Bleu : histoire d'une couleur, Paris, Seuil (1re éd. 2000), 216 p. (ISBN 978-2020204750). Bleu : histoire d'une couleur, Paris, Seuil, coll. « Points histoire », 2014, 240 p. (ISBN 978-2757840016).
  - Noir : histoire d'une couleur, Paris, Seuil (1re éd. 2008), 216 p. (ISBN 978-2020490870). Noir : histoire d'une couleur, Paris, Seuil, coll. « Points histoire », 2014, 288 p. (ISBN 978-2757841792).
  - Vert : histoire d'une couleur, Paris, Seuil (1re éd. 2013), 240 p. (ISBN 978-2021093254). Vert : histoire d'une couleur, Paris, Seuil, coll. « Points histoire », 2017, 288 p. (ISBN 978-2757867310).
  - Rouge : histoire d'une couleur, Paris, Seuil (1re éd. 2016), 216 p. (ISBN 978-2021180336). Rouge : histoire d'une couleur, Paris, Seuil, coll. « Points histoire », 2019, 256 p. (ISBN 978-2757878200).
  - Jaune : histoire d'une couleur, Paris, Seuil (1re éd. 2019), 240 p. (ISBN 978-2021420579). Jaune : histoire d'une couleur, Paris, Seuil, coll. « Points histoire », 2022, 288 p. (ISBN 978-2757892213).
  - Blanc : histoire d'une couleur, Paris, Seuil, 2022, 240 p. (ISBN 978-2021504538)[34]Blanc : histoire d'une couleur, Paris, Seuil, coll. « Points histoire », 2024, 240 p. (ISBN 979-10-414-1689-9).
  - Rose : histoire d'une couleur, Paris, Seuil (1re éd. 2024), 189 p. (ISBN 978-2021555790).
- Les couleurs au Moyen Age : Dictionnaire encyclopédique, Paris, Le Léopard d'Or (1re éd. 2022), 360 p. (ISBN 978-2-86377-283-6).

### Histoire du Moyen Âge
- La Vie quotidienne en France et en Angleterre au temps des chevaliers de la Table ronde, Paris, Hachette littératures, 1976  (ISBN 978-2010177378).
- La guerre de Cent Ans et le redressement de la France : 1328-1492, Paris, Librairie Larousse, 1988.
- La Bible et les saints, guide iconographique (avec Gaston Duchet-Sucheaux), Paris, Flammarion, 1990 (ou 1993), in 8°, 320 p. ; Rééd. 1994, 335 p (ou 357 p), 258 ill. n/b in-t, 32 coul. h-t, bibliographie.
- La Bible et les Saints (avec Gaston Duchet-Suchaux), Paris, Flammarion (Tout l'art référence), 2006  (ISBN 2080115987).
- Figures romanes (avec Frank Horvat), Paris, Le Seuil, 2013, 286 p.  (ISBN 978-2-02-093384-1).
- Les Signes et les songes : Études sur la symbolique et la sensibilité médiévales, Florence, Sismel – Edizioni del Galluzzo (« Micrologus’ Library » 53), 2013, xi + 405 p.  (ISBN 978-88-8450-483-8).
- Le roi tué par un cochon : une mort infâme aux origines des emblèmes de la France ?, Paris, Éditions du Seuil, coll. « La librairie du XXIe siècle », 2015, 232 p. (ISBN 978-2-02-103528-5). Réédition : Le roi tué par un cochon : une mort infâme aux origines des emblèmes de la France ?, Paris, Éditions Points, coll. « Points histoire » (no H541), 2018, 265 p., poche (ISBN 978-2-7578-7316-8).
- Chevaliers de la table ronde , Romans arturiens (avec Martin Aurell ), Paris, Gallimard, collection « Quarto », 1080 p., 2022 (traductions de l'ancien français, du vieux gallois et du latin ; introductions et présentations des contextes historiques).

### Autres publications
- L’imaginaire est une réalité (avec Laurent Lemire), Paris, Seuil, 2025  (ISBN 978-2-02-157439-5).